# Devil May Cry (anime)
 (janvier 2019).
Si vous disposez d'ouvrages ou d'articles de référence ou si vous connaissez des sites web de qualité traitant du thème abordé ici, merci de compléter l'article en donnant les références utiles à sa vérifiabilité et en les liant à la section « Notes et références ».
Devil May Cry est un anime japonais en douze épisodes basé sur les jeux vidéo Devil May Cry et diffusé du 14 juin 2007 au 6 septembre 2007 sur la chaine WOWOW. Cet anime se situe entre les événements du premier et du deuxième opus. Le personnage principal est Dante, le célèbre chasseur de démon étant lui-même à moitié démon.
En France, la série a été diffusée en mai 2009 sur Gong.

## Synopsis
On suit les aventures "démoniaques" de Dante, chasseur de démons, et détective privé dans son agence : le Devil May Cry. Il sera amené à affronter les monstres les plus emblématiques de la saga et à côtoyer des personnages tels que la chasseuse de démons "Lady" et la femme démon Trish.

## Personnages
- Dante, le détective spécialisé dans le paranormal. Son rôle se limite quelque peu à jouer les gros bras casseurs de démons. Son quotidien est partagé entre ses ardoises au livreur de pizza et ses missions. Il se bat avec son épée Rebellion et ses pistolets Ebony et Ivory. Il est fan de sundae à la fraise et de pizza.

- Patty Royal, une fillette orpheline qui passe le plus clair de son temps au Devil May Cry, le bureau de Dante. Bavarde, naïve et féministe, elle tente sans arrêt "d'humaniser" le vieux célibataire qu'est Dante.

- Lady, une chasseuse de primes spécialisée dans la chasse aux démons. Elle n'a plus rien de la jeune fille brisée de vie et rongée par le désir de vengeance de Devil May Cry 3 et s'avère vénale et manipulatrice. Elle oblige fréquemment Dante à travailler pour elle. Elle combat avec un arsenal d'armes à feu allant du revolver au lance-roquettes (le Kalina Ann du jeu vidéo), en passant par des Uzis à baïonnettes.

- Trish, une femme démon qui manie la foudre et deux pistolets, apparue dans Devil May Cry premier du nom. On apprend dans le quatrième épisode que Dante et elle ont été associés mais se sont séparés à cause de divergences d'opinions. Elle est à la fois la rivale et la meilleure amie de Lady.

- Morrison, un courtier en mercenariat. C'est par lui que Dante obtient la majorité de ses petits boulots. Il propose les contrats à Dante et le rémunère une fois le contrat accompli.

- Le moustique, un démon inférieur anonyme. Il apparaît dans tous les épisodes ou presque et son rôle se limite à mettre des bâtons dans les roues de Dante ou de ses acolytes. Il y arrive rarement et tient davantage du bouffon que de la nuisance. Peureux et faible au premier abord, il se révèle finalement machiavélique et est en fait le principal antagoniste de la série.

## Liste des épisodes
| No | Titre français                            | Titre japonais | Titre japonais   | Date de 1re diffusion |
| No | Titre français                            | Kanji          | Rōmaji           | Date de 1re diffusion |
| -- | ----------------------------------------- | -------------- | ---------------- | --------------------- |
| 1  | Mission 01 : Devil May Cry                |                | Devil may cry    | 14 juin 2007          |
| 2  | Mission 02 : La star de l'autoroute       |                | Highway Star     | 21 juin 2007          |
| 3  | Mission 03 : Ne pas aimer                 |                | Not Love         | 28 juin 2007          |
| 4  | Mission 04 : Le grondement du tonnerre    |                | Rolling Thunder  | 5 juillet 2007        |
| 5  | Mission 05 : En Privé                     |                | In Private       | 12 juillet 2007       |
| 6  | Mission 06 : La Reine du Rock             |                | Rock Queen       | 19 juillet 2007       |
| 7  | Mission 07 : Les rêves deviennent réalité |                | Wishes Come True | 26 juillet 2007       |
| 8  | Mission 08 : Il était une fois            |                | Once Upon A Time | 2 août 2007           |
| 9  | Mission 09 : Poker de la mort             |                | Death Poker      | 9 août 2007           |
| 10 | Mission 10 : La dernière promesse         |                | The Last Promise | 26 août 2007          |
| 11 | Mission 11 : Que le spectacle commence !  |                | Showtime!        | 30 août 2007          |
| 12 | Mission 12 : Le grand final !             |                | Stylish!         | 6 septembre 2007      |

## Distribution
|          | Japonais           | Français            |
| -------- | ------------------ | ------------------- |
| Dante    | Toshiyuki Morikawa | Emmanuel Gradi      |
| Morrison | Akio Ohtsuka       | Gérard Rouzier      |
| Trish    | Atsuko Tanaka      | Hélène Bizot        |
| Lady     | Fumiko Orikasa     | Agnès Manoury       |
| Patty    | Misato Fukuen      | Isabelle Volpe      |
| Cid      | Nachi Nozawa       | Frédéric Souterelle |